# Santo Tirso
Santo Tirso – miejscowość w Portugalii, leżąca w dystrykcie Porto, w regionie Północ w podregionie Ave. Nazwa miejscowości pochodzi od imienia św. Tyrsa. Miejscowość jest siedzibą gminy o tej samej nazwie. Istnieje tutaj duże centrum przemysłu tekstylnego.

## Demografia
| Liczba ludności gminy Santo Tirso (1801–2011) | Liczba ludności gminy Santo Tirso (1801–2011) | Liczba ludności gminy Santo Tirso (1801–2011) | Liczba ludności gminy Santo Tirso (1801–2011) | Liczba ludności gminy Santo Tirso (1801–2011) | Liczba ludności gminy Santo Tirso (1801–2011) | Liczba ludności gminy Santo Tirso (1801–2011) | Liczba ludności gminy Santo Tirso (1801–2011) | Liczba ludności gminy Santo Tirso (1801–2011) | Liczba ludności gminy Santo Tirso (1801–2011) |
| --------------------------------------------- | --------------------------------------------- | --------------------------------------------- | --------------------------------------------- | --------------------------------------------- | --------------------------------------------- | --------------------------------------------- | --------------------------------------------- | --------------------------------------------- | --------------------------------------------- |
| 1801                                          | 1849                                          | 1900                                          | 1930                                          | 1960                                          | 1981                                          | 1991                                          | 2001                                          | 2004                                          | 2011                                          |
| 2 055                                         | 12 779                                        | 28 371                                        | 41 078                                        | 77 130                                        | 93 482                                        | 102 593                                       | 72 396                                        | 71 623                                        | 71 530                                        |

## Sołectwa
Sołectwa gminy Santo Tirso (ludność wg stanu na 2011 r.)
- Agrela - 1584 osoby
- Água Longa - 2207 osób
- Areias - 2454 osoby
- Burgães - 2097 osób
- Carreira - 1110 osób
- Guimarei - 738 osób
- Lama - 1393 osoby
- Lamelas - 922 osoby
- Monte Córdova - 3958 osób
- Palmeira - 1321 osób
- Rebordões - 3416 osób
- Refojos de Riba de Ave - 962 osoby
- Reguenga - 1596 osób
- Roriz - 3665 osób
- Santa Cristina do Couto - 4064 osoby
- Santo Tirso - 14 107 osób
- São Mamede de Negrelos - 2145 osób
- São Martinho do Campo - 3470 osób
- São Miguel do Couto - 1222 osoby
- São Salvador do Campo - 1194 osoby
- São Tomé de Negrelos - 4032 osoby
- Sequeiró - 1627 osób
- Vila das Aves - 8458 osób
- Vilarinho - 3788 osób

## Miasta partnerskie
- Celanova, Hiszpania
- Cantagalo, Wyspy Świętego Tomasza i Książęca
- Alcázar de San Juan, Hiszpania
- Groß-Umstadt, Niemcy
- Saint-Péray, Francja
- Mâcon, Francja
- Clichy, Francja